# Villa Münzing

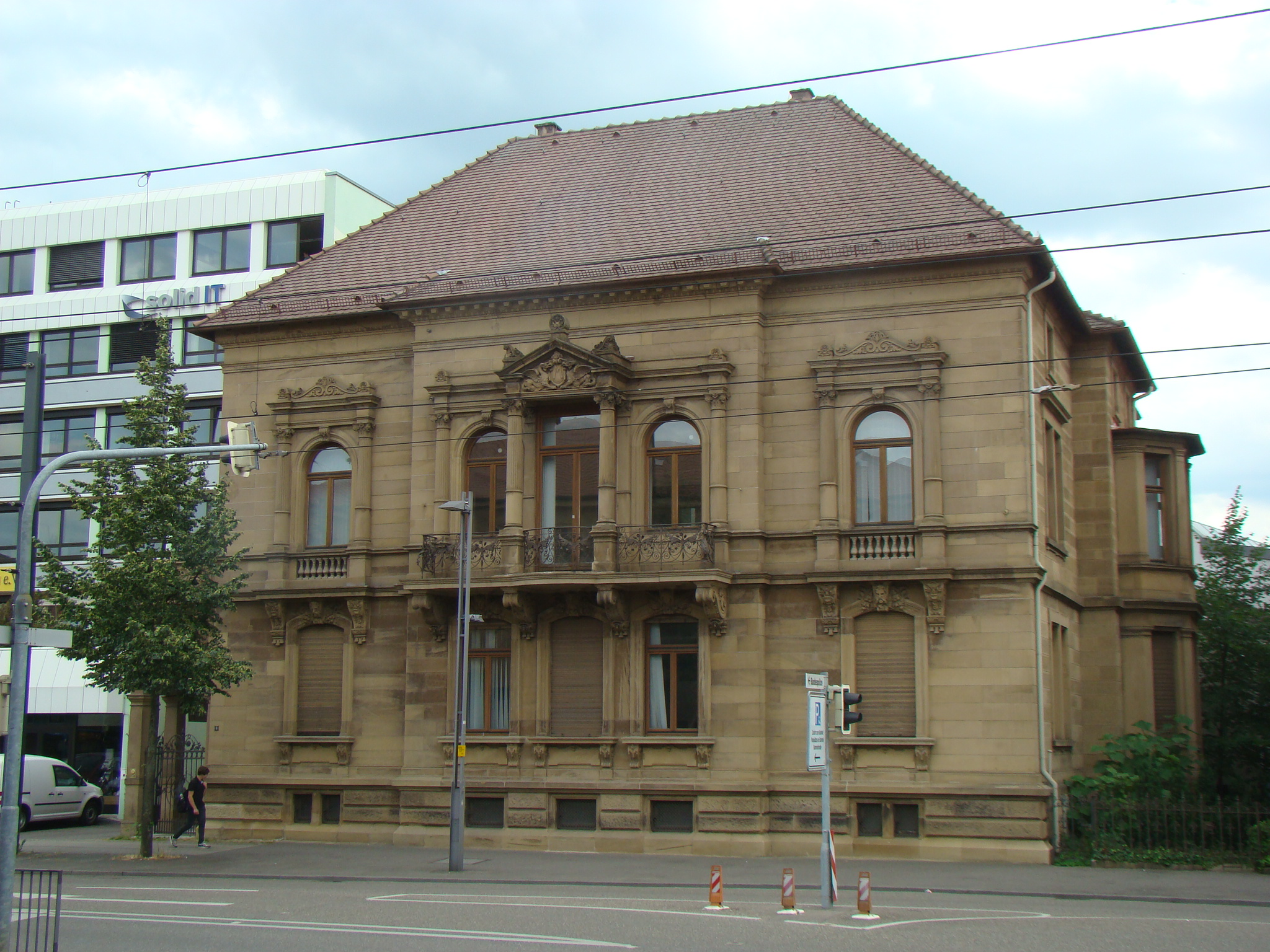
Villa Münzing

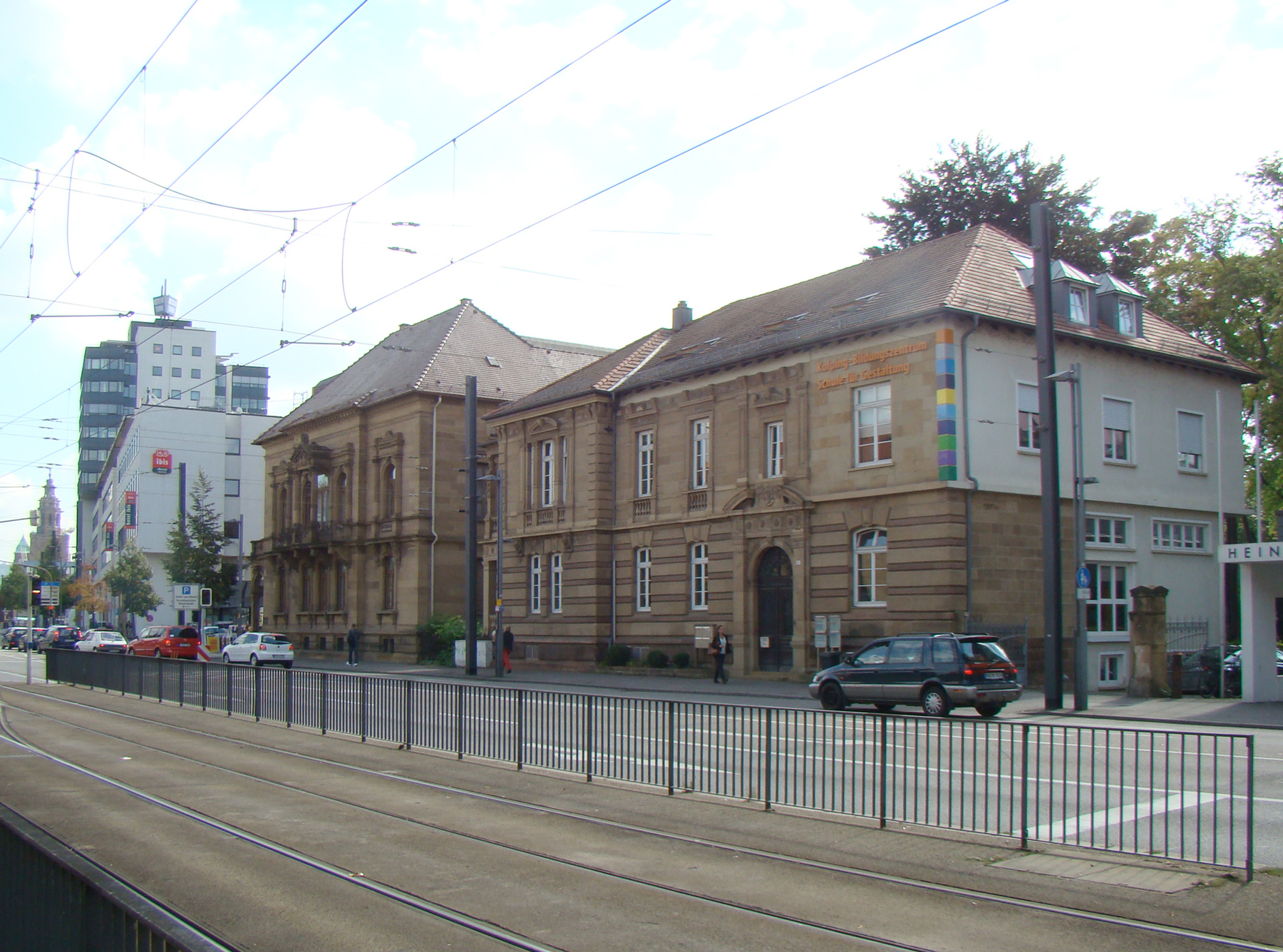
Villa Münzing und Villa Adelmann samt umliegender Bebauung

Die Villa Münzing ist ein denkmalgeschütztes Gebäude in der Bahnhofstraße 9 in Heilbronn.

## Beschreibung
Die Villa wurde 1896 nach Plänen von Ernst Walter und Karl Luckscheiter für den Fabrikanten Albert Münzing errichtet. Die Schaufassade des späthistoristischen Werksteinbaus ist mit Gestaltungselementen im Stil der Neorenaissance versehen.

## Geschichte
1927 erwarb die 1911 in Böckingen gegründete Textilwarengroßhandlung von Adolf Schnepf das Gebäude. Schnepf erbaute in der heutigen Klingenberger Straße in Böckingen 1931 ein großes Kaufhaus, das beim Luftangriff auf Böckingen am 10. September 1944 zerstört wurde. Auch die Villa Münzing wurde beim Luftangriff auf Heilbronn vom 4. Dezember 1944 schwer beschädigt. Nachdem man vorübergehend ein Ausweichquartier in Nordheim bezogen hatte, wurde der Firmensitz in der Nachkriegszeit in die wiederaufgebaute Villa Münzing verlegt. Das Gebäude blieb über Jahrzehnte der Sitz der Textilwarengroßhandlung Adolf Schnepf, die nach dem Tod des Gründers Adolf Schnepf (1880–1951) von Sohn Albert und zuletzt von Erhard Schnepf bis 2012 fortgeführt wurde.